# Йонийско въстание
Йонийското въстание (на гръцки: Ιωνική Επανάσταση) е бунт на малоазийските и кипърските гърци по време на персийското управление, което трае между 499 и 493 г. пр. Хр. Основната причина за недоволство е тиранията на Персия, особено действията на двама тирани от Милет, Хистией и Аристагор.
Те В крайна сметка въстанието завършва с победа на персийците в морската битка при Ладе (494 г. пр. Хр.)
Йонийските градове са под персийска власт от около 540 г. пр. Хр., и се управляват от местни тирани, назначени от персийския сатрап в Сарди. През 499 г. пр. Хр. тиранът на Милет Аристагор организира заедно с персийския сатрап Артаферн военна експедиция за завладяване на остров Наксос. Експедицията е неуспешна и опасявайки се, че ще загуби поста си, Аристагор решава да вдигне цяла Йония на бунт срещу персийския цар Дарий.
Отначало успехът е на страната на въстаналите. През 498 г. пр. Хр., с подкрепата на войници от Атина и Еретрия йонийците се отправят към Сарди, нападат го и го опожаряват. При завръщането си към Йония обаче са настигнати от персийска армия и разбити при Ефес (498 г. пр. Хр.). Това е единствената нападателна акция на йонийците, оттук нататък те са в отстъпление. През 497 г. пр. Хр. персийците организират атака в три посоки, но поради разпространението на бунта към Кария най-голямата армия, начело с Дарий, се насочва натам. Бунтовниците организират засада, при която унищожават цялата армия, включително командирите Даврис и Аморг. Персите спират настъплението си и следващите две години (496 и 495 г. пр. Хр.) протичат относително мирно.
През 494 г. пр. Хр. персийците се прегрупират и се отправят право към центъра на размириците Милет. Йонийският флот се опитва да защити града откъм морето, но е разбит в битката при Ладе. Милет е обсаден и завладян от персите. Това на практика прекратява въстанието, след като и карийците слагат оръжие. През 493 г. пр. Хр. персийците покоряват един след друг останалите огнища на бунт по западното крайбрежие, след което е сключено мирно споразумение.
Йонийското въстание е първият военен конфликт между гърци и перси и става първа фаза от гръко-персийските войни. Макар и да си връща Мала Азия, Дарий се заклева да накаже Атина и Еретрия за подкрепата им за въстаниците. Нещо повече, той си поставя за цел да завладее цяла Гърция. През 492 г. пр. Хр. той организира първото нахлуване в Гърция.

## Причини
Според Херодот, основен подбудител на въстанието е Аристагор, братовчед и зет на тирана Хистией от Милет, който го замества, когато Дарий извиква Хистией в Суза. Богати гърци, прогонени от Наксос от демоса, искат подкрепа от Милет с войска и флот, за да си върнат властта. Персите одобряват експедицията на флот от 200 триреми към Наксос, но по време на плаването избухва конфликт между Аристагор и персийския военачалник Мегабат. Островът успява да устои на атаката и четиримесечната обсада (499 пр.н.е.) приключва с провал. Аристагор е наясно, че ще му бъде потърсена сметка и се решава на отчаяно действие – да вдигне въстание и в останалите йонийски градове, като се отказва от властта си на тиран и обявява равноправие за всички граждани.
Според Марков, вместо да се разглежда като изцяло гръцко начинание, екипирането на сериозен флот говори за планирано пълно подчиняване на острова, което би осигурило удобен плацдарм на персите на Цикладските острови. От друга страна, вътрешната политика на Персия в Йония е доста по-различна от тази в другите области на империята. Йонийските градове се радват на относителна свобода и гръцко самоуправление. Религията не е елитарна (в Юдея, Египет и Вавилония духовенството е приобщено към персийския елит и служи като инструмент за управление, а при гърците няма висша духовна прослойка).
В икономическо отношение персийското господство налага тежки данъци и военни повинности за издръжка на армията и населението обеднява прогресивно. В годините преди въстанието настъпва и икономическа криза поради прекъсването на търговията на йонийските градове с Египет и Финикия. Поради това стават все по-силни настроенията срещу тиранията като форма на управление и това обяснява бързото му разпространение не само в Йония, но и в Еолия, Кария, Ликия и Кипър.

## Ход на въстанието

### Начало
В късната есен на 499 г. пр.н.е. рухват тираничните режими във всички йонийски градове. Тъй като сезонът за бойни действия е отминал, Аристагор се заема да възстанови Йонийския съюз. Бедните граждани приемат каузата присърце, но аристокрацията подхожда ограничено и страхливо – хоплитите на всеки град са склонни да защитават собствения си град, но е и да се обединят за общи действия. Необходимо е да се привлече подкрепата на гърците от Елада, и най-добре – спартанските хоплити. Мисията на Аристагор в Спарта обаче се проваля – Клеомен отказва помощта си. В Атина Аристагор намира повече разбиране – атиняните са враждебно настроени към персите и защото Артаферн е дал убежище на сваления атински тиран Хипий. През пролетта на 498 г. пр.н.е. в Милет пристигат 20 атински триреми и 5 триреми от Еретрия, която има силни връзки с Милет. В същото време персийски войски настъпват, за да потушат въстанието.

### Успехи на въстаниците
Обединените йонийски сили се събират при Ефес и вместо да се притекат на помощ на Милет, минават по околни пътища и нападат Сарди. Артаферн е стъписан от атаката и персийският гарнизон се скрива в цитаделата. Нападателите опожаряват града, като изгарят и храма на богиня Кибела. Местните жители лидийците възприемат изгарянето на храма като поругаване, вдигат се на оръжие и йонийците отстъпват. Археологическите данни разкриват, че градът е изгорял почти напълно. Шокът от това събитие е огромен – за първи път от половин век персийската власт понася сериозен удар, и то в сърцето на една от най-важните западни провинции. Като научават вестта, много други йонийски градове се присъединяват към въстанието.
Артаферн призовава на помощ персийските сатрапи от съседните територии и те изпращат свои войски в Сарди. Настигат отстъпващите при Ефес и в последвалата битка гърците търпят поражение и са принудени да отстъпят. Атиняните се завръщат у дома.
Разорението на Сарди произвежда силно впечатление в имперската столица Суза. Персите започват да действат по-бързо и енергично. Дарий си поставя за цел да отмъсти на атиняните.

### Настъпление на персите (497 – 495 г. пр.н.е.)
Кипър
В началото на 497 г. пр.н.е. въстават всички градове на Кипър освен Аматунда. Персите обаче използват острова за своя основна военноморска база и не могат да си позволят да го загубят. Кампанията през лятото на същата година се отличава с най-мащабните и ожесточени бойни действия по време на цялото въстание.
Кипърците викат на помощ йонийската флота и започват битки по суша и море. В морето побеждават гърците, а на сушата – персите. Битката при Саламин на Кипър е решаваща за Кипърското въстание – скоро персите надделяват навсякъде.
Хелеспонт и Пропонтида
Дарий екипира три армии, за да смаже бунта. Армията, командвана от зет му Даурисес се отправя на северозапад към Пропонтида (Мраморно море) и много бързо покорява въстаналите Дардания, Абидос, Перкоте, Лампсак и Пес, след това тази армия се насочва към Кария.
Кария
Карийците са разбити в две битки, но въпреки това успяват да поддържат съпротивата си. Устройват засада на Даурисес и цялата му армия и той самият загиват в боя. Персийското настъпление е спряно и следващите две години (496 и 495 г. пр.н.е.) преминават сравнително мирно.
Йония
В Йония персите превземат силните крепости Клазомена и Киме. В същото време в Милет с течение на времето настроенията се променят – Аристагор губи позиции, не може да остане начело на бунта и е принуден да напусне града.

### Потушаване
Битка при Ладе и падане на Милет
През 494 г. пр.н.е. персийците променят тактиката си. Вместо да се опитват да превземат една по една крепостите на Йония и Кария, те се насочват към Милет. И двата лагера са наясно, че битката трябва да се реши по море. Йонийският флот, наброяващ 353 триреми според Херодот, се разполага в защитна позиция близо да малкия остров Ладе. Персите имат значително превъзходство в броя кораби – 600 триреми, повечето от които финикийски. В тяхната войска влизат войници от покорените народи: финикийци, киприоти, киликийци и египтяни. Общото командване е възложено на мидиеца Датис.
Според Херодот в последвалото сражение самоският контингент от 60 триреми, биещ се на страната на гърците, отстъпва без бой лявото крило. Объркани от това, лесбоските кораби също започват да се изтеглят, като така над една трета от общия гръцки флот не влиза в сражение и пресите поемат инициативата на левия фланг. На десния фланг 100 триреми от остров Хиос се сражават с отчаяна храброст, но са обкръжени и напълно разбити.
Милет е обкръжен. След кратка обсада персите пробиват крепостните стени и подлагат града на опустошение. Повечето жители са продадени в робство или депортирани.
Военна кампания на Хистией
Хистией съумява да избяга от столицата и се отправя към остров Хиос. Използвайки връзките си, той се опитва да вдигне въстание срещу Артаферн, но не успява. Заминава за Милет, но жителите на града не го допускат и той е принуден да събере свой отряд, с който успява да превземе Византион.
Хистией е победен през 493 пр.н.е. от персийския генерал Харпаг. Той го разпъва на кръст в Сарди, а осолената му глава изпраща на Дарий в Суза. 
Окончателно потушаване (493 г. пр.н.е.)
След падането на Милет въстанието е обречено. Персите постепенно си връщат всички градове, над които са загубили контрол. Персите се разправят жестоко с жителите им, градовете са обезлюдени и никога не си възвръщат предишния блясък. Единствено остров Самос е пожален и не понася жертви и разрушения.

## Значение
Съществуват две противоположни тези за значението на Йонийското въстание . Според първата то е само епизод в историята на западните владения на Ахеменидската империя и дори и без него персийският цар Дарий I и неговите наследници със сигурност са щели да опитат да завладеят цялото Егейско море. Според втората теза, макар към това време персите да са завладели Източна Тракия и западното черноморско крайбрежие, те вече са достигнали апогея на имперското си разширение. Дарий никога не застава начело на войските, нахлуващи към Гърция и затова последвалите Гръко-персийски войни се разглеждат по-скоро като наказателни акции. От тази гледна точка Йонийското въстание играе определяща роля за последвалите събития, защото персите никога не забравят участието на атински и еретрийски кораби, което е равносилно на обявяване на война. Тези полиси трябва да бъдат наказани.
През 492 г. пр.н.е. Мардоний, командир на събираната персийска армия за настъпление към Елада, потвърждава отмяната на тираничните режими в йонийските градове. Така парадоксално е постигната една от политическите цели на въстаниците.
Друг резултат от въстанието е, че опустошените йонийски градове губят водещата си роля в търговията на Източното Средиземноморие. След няколко десетилетия това ще бъде използвано от Атина и сицилианските градове.